# Taras Pinczuk
Taras Wołodymyrowycz Pinczuk, ukr. Тарас Володимирович Пінчук (ur. 27 kwietnia 1989 w Kijowie) – ukraiński piłkarz, grający na pozycji obrońcy.

## Kariera piłkarska

### Kariera klubowa
Wychowanek Szkoły Piłkarskiej Dynama Kijów, barwy którego bronił w juniorskich mistrzostwach Ukrainy (DJuFL) w latach 2002-2006. Karierę piłkarską rozpoczął 25 maja 2006 w drugiej drużynie Dynama. W lipcu 2010 został wypożyczony do Zirki Kirowohrad. Latem 2012 Zirka wykupiła kontrakt piłkarza. W styczniu 2014 za obopólną zgodą kontrakt został anulowany i piłkarz zasilił skład Heliosu Charków. Latem 2015 przeniósł się do klubu Obołoń-Browar Kijów. 19 lipca 2018 przeszedł do PFK Sumy. 5 września 2018 podpisał kontrakt z Weresem Równe.

### Kariera reprezentacyjna
Występował w juniorskich reprezentacjach Ukrainy różnych kategorii wiekowych.